# Raphaël Drouart
Pour les articles homonymes, voir Drouart.
Maurice Raphaël Drouart, né à Choisy-le-Roi le 25 décembre 1884 et mort le 8 avril 1972 à Nogent-sur-Marne, est un graveur, peintre et illustrateur français.

## Biographie
Raphaël Maurice Drouart est né le 25 décembre 1884 à Choisy-le-Roi, fils de Marie Louis Jules Drouart et Louise Emma Bouchinet, marchands de nouveautés en cette ville au 13 place de l'Église. 
Il étudie la peinture dans l'atelier de Fernand Cormon et fréquente les Nabis, entre autres Maurice Denis. Il expose pour la première fois au salon de la Société nationale des beaux-arts en 1909, une peinture intitulée Modèle assoupi (étude de nu). En 1912-1913, après avoir compléter ses études à l'académie Ranson, Maurice Denis l'embauche comme assistant pour l'aider à peintre le plafond du théâtre des Champs-Élysées.
Drouart commence à maîtriser les différentes techniques de gravure (cuivre, bois, eau forte, lithographie) avant 1914, mais mobilisé au début de la Première Guerre mondiale, il ne réussit à exprimer son art qu'après 1918. Durant le conflit, il est fait prisonnier en Argonne (1915) et reste à Gießen en Allemagne durant trois ans et demi,. Il présente ses premières estampes au Salon de 1919.
Il rejoint la Société de la gravure sur bois originale.
Dans les années 1920, Drouart commence à travailler comme illustrateur pour de nombreux éditeurs d'art, entre autres Arthur Goldscheider, lequel regroupa tous ses collaborateurs artistes sous le nom de « L'Évolution » ; ils montrèrent leurs productions durant l'exposition internationale des Arts décoratifs et industriels modernes (Paris, 1925).
En 1931, Drouart publie un album contenant 26 lithographies, qu'il avait réalisées dans les années 1920.
Après avoir vécu entre 1940 et 1965 dans son atelier situé à Les Portes-en-Ré, il meurt à Nogent-sur-Marne le 8 avril 1972.
Il est chevalier de la Légion d'honneur (1938).

## Œuvre
La vente de son atelier a lieu le 25 mai 2012 à Drouot, sous l'expertise de Hélène Bonafous-Murat.

### Ouvrages illustrés
- Charles Richet, Pour grands et petits : fables, lithographies, Paris, Éditions des Médecins parisiens de Paris, s.d. [1918 ?].
- Tristan L'Hermite, Le Promenoir des deux amants, poème, ornementations, collection « Alter Ego », Paris, François Bernouard, 1919.
- Émile Henriot, Divinités nues et quelques autres, sonnets, 4 bois, Paris, Société littéraire de France, 1920.
- Théocrite, Les Idylles, bois, Paris, Gaston Boutitie, 1920.
- Paul Verlaine, Parallèlement, bois, Paris, Librairie Albert Messein, 1921.
- Maurice de Guérin, Le Centaure. La Bacchante. Deux poèmes en prose, 16 lithographies, Paris, Gaston Boutitie, 1921.
- Pierre de Ronsard, Les amours, 61 bois, Paris, Gaston Boutitie, 1921.
- Six sonnets du XVIe siècle, bois originaux, Paris, Société de la gravure sur bois originale, 1922.
- Honoré de Balzac, Séraphita, 8 lithographies et 14 bois, Paris, Henri Paul Jonquières, 1922.
- Gustave Flaubert, La Tentation de Saint Antoine, bois originaux, Paris, Boutitie, 1922.
- Algernon Charles Swinburne, Laus veneris…, traduction de Francis Vielé-Griffin, 6 bois en camaïeu, Paris, Pichon, 1923.
- André Chénier, Odes et imabes, Collection des « Cent-cinquante », Paris, Librairie de France, 1923.
- William Shakespeare, La tragique histoire de Hamlet prince de Danemark, bois, Société littéraire de France, 1923.
- Charles Baudelaire, Les fleurs du mal, 23 bois, Paris, Boutitie, 1923.
- Paul Turull-Fournols, Étincelles. Rythmes et rimes, préface de Hélène Vacaresco, Nice, Imprimerie de l'éclaireur, 1924.
- Paul Valéry, L'Âme et la danse : dialogue socratique, Paris, Le Livre contemporain, 1925.
- Villiers de l'Isle-Adam, L'Ève future, 8 gravures, Paris, Henri Jonquières, coll. « Les beaux romans », 1925.
- René Boylesve, Le Meilleur Ami, 20 bois originaux, Paris, Le Livre de demain, A. Fayard et Cie, 1925.
- Edgar Allan Poe, Les poèmes, traduction de Stéphane Mallarmé, 12 eaux fortes, coll. « Le Musée du livre », Paris, Georges Crès, 1926.
- Alfred de Musset, Les Nuits, lithographies, Paris, Éditions de L'Estampe, 1926.
- René-Louis Doyon, L'Enfant prodigue, eau forte, Paris, La Connaissance, 1927.
- José-Maria de Heredia, Les trophées, 28 eaux fortes, Société du livre d'art, 1928.
- Alfred de Vigny, Eloa ou la sœur des anges, 19 lithographies, Paris, Georges Crès, 1928.
- Myriam Harry, La Nuit de Jérusalem, lithographies, Paris, E. Flammarion, 1928.
- Henri de Régnier, Le Bon Plaisir, roman, Paris, Édition du Trianon, 1929.
- Pierre Louÿs, Poésies, 74 eaux fortes, Paris, Georges Crès, 1930.
- Abel Hermant, Supplément au Banquet de Platon, cuivres et bois originaux, Paris, Édition du Trianon, 1930.
- Henri Heine, Intermezzo lyrique, Paris, Henri Babou, 1931.
- Charle-Auvrey, Périples, bois, Paris, La Caravelle - Le Livre et l'image, 1934.
- [catalogue] Graveurs et lithographes contemporains, tome 1 : « Catalogues de l'œuvre gravé et lithographié de Robert Bonfils, André Dauchez, Raphaël Drouart », 3 planches originales, Paris, Imprimerie Minerve, exposition universelle de 1937.
- Le Satyricon de Pétrone, traduction de Héguin de Guerle, Paris, À l'enseigne du pot cassé, 1938.
- Charles Plisnier, Faux passeports, Paris,  Ferenczi & fils, 1939.